# Мавроди, Вячеслав Пантелеевич
Вячесла́в Пантеле́евич Мавро́ди (род. 22 марта 1962, Москва) — сооснователь, бывший вице-президент и главный бухгалтер «МММ», основатель: «(Систем взаимных добровольных пожертвований») СВДП МММ-96, СВДП МММ-97 и «Всемирной службы взаимных добровольных пожертвований».

## Биография
Родился 22 марта 1962 года в Москве. Отец — Пантелей Андреевич Мавроди — монтажник, умер в 1980 году, мать — Валентина Фёдоровна Мавроди — экономист, умерла в 1986 году. Старший брат Сергей Мавроди (1955—2018) — создатель финансовых пирамид.
Семья жила в доме, расположенном недалеко от Новодевичьего монастыря, потом они переехали в квартиру на Комсомольском проспекте, по соседству с ними жили Маликовы и Олег Янковский. С 1983 по 1991 года проживал в Казахстане (КазССР). Работал в п. Таукент в Горнохимическом комбинате (ТГХП) инженером строителем..
Учредители компании «МММ»: Сергей Мавроди, Вячеслав Мавроди и Ольга Мельникова. Названием компании стала аббревиатура начальных букв фамилий её основателей.
Был вице-президентом и главным бухгалтером «МММ».
В 1996—1997 годах создал несколько коммерческих организаций — («Систему взаимных добровольных пожертвований») СВДП МММ-96, СВДП МММ-97 и «Всемирную службу взаимных добровольных пожертвований» (ВСВДП) — действовала в интернете. Принимал добровольные пожертвования от населения в рублях, долларах и немецких марках, проводил операции по вкладам, не получив лицензии Центробанка на осуществление банковской деятельности.
В 1999 году был объявлен в розыск, задержан в январе 2001 года.
За период действия в течение двадцати месяцев созданных им организаций скрыл от уплаты налогов 55 млрд неденоминированных рублей, чем причинил ущерб государству в виде неуплаты налогов на сумму не менее 13 млрд «старых» рублей.
13 февраля 2003 года Чертановский суд признал Вячеслава Мавроди виновным в «незаконной банковской деятельности» и «незаконном обороте драгметаллов и камней», приговорив к пяти годам и трём месяцам лишения свободы, а также к конфискации имущества, находился под стражей в Бутырском следственном изоляторе более двух с половиной лет, потом отбывал наказание в колонии № 5 в Самаре, работал в хлебопекарне оператором аппарата по изготовлению макарон, получая зарплату — около тысячи рублей в месяц. 7 апреля 2006 года вышел на свободу.
В декабре 2017 года вместе с Сергеем Мавроди объявил о перезапуске собственной криптовалюты Mavro.
В 2018 году Вячеслав Мавроди запретил хоронить своего брата Сергея рядом с родителями на Хованском кладбище, на похороны брата не пришёл — похоронен Сергей Мавроди на Троекуровском кладбище на деньги вкладчиков «МММ».
В 2019 году написал книгу «Как стать Миллиардером?». 

### Семья
- Первая жена — Ольга Фёдоровна Мельникова — сооснователь МММ[12][13].

- Вторая жена — Марина Анатольевна Муравьёва-Газманова (род. 11 марта 1969) — по образованию экономист, работала бухгалтером в «МММ», с 2003 года жена певца Олега Газманова.
  - Сын — Филипп Мавроди (Газманов) (род. 29 ноября 1997), усыновлён Олегом Газмановым, учится в Великобритании[14][15].

## Книги
- «USA-Инвест. Доллар, нефть и Россия»[16]
- «Как стать Миллиардером?»[11]